# Verbena mendocina
Verbena mendocina — вид рослин родини Вербенові (Verbenaceae), ендемік півночі Аргентини.

## Опис
Прямостійна трава до 30 см заввишки; розгалужена чи ні; гілки притиснуто волохаті; міжвузля 2.5–8 см завдовжки. Листки з черешками довжиною 5–8 мм; листові пластини 3.5–4 x 2–3 см. Квіткові приквітки довжиною 4.5–5 мм, жорстко волосаті, вузько-яйцеподібні, поля війчасті. Чашечка довжиною 6–7.5 мм, жорстко волосата, головним чином на ребрах, зубці довжиною 1.3 мм. Віночок довжиною 10–12 мм, бузковий або рожевий, голий або рідко запушений на зовнішній стороні.

## Поширення
Ендемік півночі Аргентини.
Росте між 600 і 950 м н.р.м.